# Volta a Limburg amateur
|  | Per altres competicions amb el mateix nom, vegeu Volta a Limburg |

La Volta a Limburg amateur va ser una cursa ciclista per etapes belga que es disputa a la província de (Limburg). La primera edició es disputà el 1945 i va durar fins al 2003. Estava reservada a ciclistes de categoria amateur.

## Palmarès
| Any  | Vencedor              | Segon                   | Tercer              |
| ---- | --------------------- | ----------------------- | ------------------- |
| 1945 | Gustaaf Wuyckens      | Raymond Impanis         | Albert Vrancken     |
| 1946 | Raymond Impanis       | Florent Mathieu         | Lucien Mathys       |
| 1947 | Marcel Vermeiren      | Marcel Verschueren      | Léon Daenekynt      |
| 1948 | Jean Van Briel        | Armand Baeyens          | Alfons Meurs        |
| 1949 | Guillaume Hendriks    | Isidoor De Ryck         | Adelin Persyn       |
| 1950 | Gerard Deborre        | Leopold Schaeken        | Willy Dessein       |
| 1951 | Karel Borgmans        | Lucien Claes            | Léon Vandaele       |
| 1952 | Lucien Victor         |                         |                     |
| 1953 | Willem Vandebosch     | Gerard Indevuyst        | Piet van den Brekel |
| 1954 | Rik Luyten            |                         |                     |
| 1955 | Karel Clerckx         | Piet Craenen            | Julien Ingels       |
| 1956 | Alfons Mellebeek      | Cyriel Huyskens         | Valère Paulissen    |
| 1957 | Lode Wouters          | Cyriel Huyskens         | Jules De Cap        |
| 1958 | Henri De Wolf         | Willem Kamphuis         | Jules De Cap        |
| 1959 | Arthur Claeys         | Willy De Clercq         | Leon Sebregts       |
| 1960 | Joseph Michels        | Albert Covens           | Yvan Covent         |
| 1961 | Frans Melckenbeeck    | Joseph Michels          | Michel Bex          |
| 1962 | Roger Swerts          | Jozef Boons             | Camiel Vyncke       |
| 1963 | Eddy Merckx           | Etienne Van Vlierberghe | Roger De Clercq     |
| 1964 | Tony Houbrechts       | Herman Van Springel     | Aimé Delaere        |
| 1965 | André Zwaenepoel      | Wim Schepers            | Paul Philippaers    |
| 1966 | Pieter Nassen         | Jozef Van Hout          | André Van Espen     |
| 1967 | Camille Sohier        | Romain Poriau           | Jean-Pierre Wattiez |
| 1968 | Roger Jochmans        | Willy Moonen            | Camille Sohier      |
| 1969 | Paul Crapez           | Jacky Coene             | Jaak Clauwaert      |
| 1970 | Willy Van Malderghem  | Raymond Vanstraelen     | August Herijgers    |
| 1971 | Michel Van Vlierden   | André Vermaelen         | Frans Dierickx      |
| 1972 | Jean-Paul Spileers    | Omer Meeus              | José Clabots        |
| 1973 | Jos Jacobs            | Jean-Paul Spileers      | François Van Beeck  |
| 1974 | Dirk Ongenae          | Karel Sels              | Jean-Pierre Sterckx |
| 1975 | Alain Kaye            | Rudy Pevenage           | Noël Loenders       |
| 1976 | Oscar Dierickx        | Eddy Vaes               | Maurice Petry       |
| 1977 | Géry Verlinden        | Guy Nulens              | Ludo Schurgers      |
| 1978 | Ludo Frijns           | Daniel Willems          | Walter Schoonjans   |
| 1979 | Willy De Keyser       | Walter Marijnissen      | Ruud van der Rakt   |
| 1980 | Noël Segers           | Mark Sillen             | Walter Marijnissen  |
| 1981 | Eric Vanderaerden     | Dany Schoonbaert        | Nico Emonds         |
| 1982 | Jos Kerkhofs          | Lieven Gorris           | Eric Lamers         |
| 1983 | Rolf Gölz             | Franky Van Oyen         | Johan Berghmans     |
| 1984 | Eddy Cochet           | Hans Daams              | Andre Meuwissen     |
| 1985 | Bruno Geuens          | Marc Manders            | Frank Raskin        |
| 1986 | Guido Verdeyen        | Paul Curran             | Dave Das            |
| 1987 | Koen Vekemans         | Guy Rooms               | Jean-Marie Vernie   |
| 1988 | Thomas Dürst          | André Bayenet           | Kurt Onclin         |
| 1989 | Peter Hermans         | Bart Leysen             | Daniel Verelst      |
| 1990 | Kurt Verleden         | Johan Van Eylen         | Benny Kerkhofs      |
| 1991 | Wim Omloop            | Peter Saey              | Nico Desmet         |
| 1992 | Frank Corvers         | Erwin Thijs             | Guy Geerinckx       |
| 1993 | Gert Vanbrabant       | Ludo Dierckxsens        | Johan Van Eylen     |
| 1994 | Yannick Cornelis      | Mario Moermans          | Eric Torfs          |
| 1995 | Tony Bracke           | Nico Renders            | Gert Vanderaerden   |
| 1996 | Tim Lenaers           | Filip Pocket            | Danny Jonckheere    |
| 1997 | Wilfried Cretskens    | Jurgen Vermeersch       | Wesley Theunis      |
| 1998 | Bart Everaert         | Geert Verdeyen          | Kristof Vancauteren |
| 1999 | Tim De Peuter         | Kris Adami              | Robby Pelgrims      |
| 2000 | Jurgen Van Goolen     | Andrey Kashechkin       | Tom Boonen          |
| 2001 | Jurgen Van Goolen     | Marc Goetschalckx       | Tom Serlet          |
| 2002 | Jurgen Van den Broeck | Johan Vansummeren       | Gert Steegmans      |
| 2003 | Pieter Weening        | Frederik Veuchelen      | Jukka Vastaranta    |